# Покровский, Григорий Иванович
Григо́рий Ива́нович Покро́вский (29 января 1819, Киев — 30 декабря 1897, Киев) — купец ІІ гильдии, Киевский городской голова в 1853 и 1857—1860 годах.

## Биография
Родился в 1819 году, учился в Киевском дворянском училище, но не окончил его.
Начиная с 1842 год занимал выборные должности: депутат для проверки торговли (1842—1845), Ратман городской полиции (1846—1849), гласный городской думы (с 1851 года и с 1854 года), староста церкви Николая Набережного (с 1849 года). После внезапной болезни и смерти городского головы Ивана Ходунова по приказу губернатора исполнял обязанности городского головы с 27 июня по 5 сентября 1853 года. Продолжая быть гласным городской думы, в 1854 году избран заседателем палаты гражданского суда.
7 июня 1857 года избран на должность киевского городского головы и занимал её до 1860 года. В 1858 году награждён золотой медалью «За усердную службу» на Станиславской ленте для ношения на шее.
Умер в декабре 1897 в Киеве.

## Семья
- Жена — Александра Андреевна Чайкина.
- Дети — София (1842 — 4 января 1848), Юлия (1844 — 11 января 1848), Николай (род. в октябре 1846), Мария (октябрь 1846 — 24 августа 1848), Леонид (1847 — 3 мая 1948), Николай (март 1848 — 1 декабря 1848), Александра (род. в марте 1848), Владимир (род. в августе 1850), Людмила (род. в 1854), София (род. в 1856).[2]

Семья Покровских владела домом на Подоле по Спасской улице, ныне известным под фольклорным названием Дом Мазепы.